# Lijst van Opluridae
Onderstaand een lijst van alle soorten madagaskarleguanen (Opluridae). Er zijn acht soorten in twee geslachten. 
- Soort Chalarodon madagascariensis
- Soort Chalarodon steinkampi
- Soort Oplurus cuvieri
- Soort Oplurus cyclurus
- Soort Oplurus fierinensis
- Soort Oplurus grandidieri
- Soort Oplurus quadrimaculatus
- Soort Oplurus saxicola